# Jack Holland
Edward John „Jack“ Holland (*  4. Juni 1947 in Belfast, Nordirland; † 14. Mai 2004 in Brooklyn, New York City) war ein irischer Autor und Journalist. Er lebte ab 1977 als freier Autor mit seiner Familie in New York, wo er wegen seiner „kenntnisreichen Kommentare“ zur Nordirlandpolitik anerkannt war. Sein letztes Buch Misogynie war sein wichtigstes Projekt.

## Leben
Jack Holland wurde 1947 in Belfast geboren und wuchs mit mehreren Geschwistern in einer gemischt katholisch-evangelischen Familie auf. Sein Vater war Amateurboxer, seine Mutter unterrichtete Gesellschaftstanz. Nach dem Wohnungswechsel aus einer katholischen in eine evangelische Gegend erlebte er die religionsbedingten Feindseligkeiten seiner Mitschüler. Als erstes  Mitglied seiner Familie absolvierte er eine akademische Ausbildung. Er studierte Englische Literatur am Trinity College Dublin und begann in England ein Studium der Linguistik. Dabei lernte er seine spätere Frau, die amerikanische Sprachwissenschaftlerin Mary Hudson, kennen.
Bei der BBC in Belfast veranstaltete Holland zusammen mit dem namhaften Journalisten Jeremy Paxman „wegweisende zeitgeschichtliche Sendungen“. Seit 1977 lebte er mit seiner Familie in Brooklyn, New York City, USA. Er veröffentlichte Romane, Kurzgeschichten und Lyrik sowie Sachbücher, insbesondere zum Nordirlandkonflikt.
Sein letztes Werk Misogynie war sein „wichtigstes Projekt“. Seine Tochter Jenny Holland schrieb eine Biographie über ihren Vater, der mit 56 Jahren an Krebs starb. Das Vorwort zu seinem letzten Buch stammt von ihr.

## Werke
- Too Long a Sacrifice, Dodd Mead & Company, 1981.
- The Prisoner's Wife, Dodd Mead & Company, 1981, Robert Hale, London, 1982, Poolbeg Press, Dublin 1995.
- Druid Time, Dodd Mead & Company, 1986.
- The American Connection, Viking Penguin, New York, 1987, Roberts Rinehart Publishers, 1987.
- The Fire Queen, The Penguin Group, New York, 1992.
- Walking Corpses, Torc, (division of Poolbeg Press,) Dublin, 1994.
- INLA: Deadly Divisions, (with Henry McDonald) Poolbeg Press, Dublin, 1994.
- Phoenix: Policing the Shadows, (with Susan Phoenix) Hodder & Stoughton, 1996 (ISBN 978-0-3406-6634-0) & 2004, über den Chinook Helikopter Unfall im Juni 1994 in Schottland, bei dem ein Top Anti-Terrorist getötet wurde.[5]
- Hope Against History, Henry Holt & Company, New York, 1999.
- Misogynie, the World's Oldest Prejudice, Constable & Robinson (UK) / Carroll & Graf (US), 2006.
  - Deutsche Ausgabe Misogynie bei Zweitausendeins Frankfurt a. M. 2007. Übersetzung: Waltraud Götting, Nachwort: Marlene Streeruwitz, ISBN 978-3-86150-793-2.

## Zum Buch Misogynie
Jack Hollands letztes Buch Misogynie. The World's Oldest Prejudice, dessen Manuskript er kurz vor seinem Tod fertigstellte, erfuhr 2006 seine posthume Veröffentlichung, die deutsche Fassung erschien 2007. Das Nachwort darin seiner Tochter Über den Autor enthält die Daten seiner Biographie.
Laut diesem Anhang Über den Autor war die Beschäftigung mit den historischen Wurzeln des Frauenhasses nach Jack Hollands eigener Aussage sein wichtigstes Projekt. Ein weiteres, längeres Nachwort im selben Buch, Seite 357–364, stammt von Marlene Streeruwitz. Die österreichische Autorin schreibt über Hollands Begegnungen mit dem Frauenhass und die Verdrängung des Wissens darum:

„Es ist Schwerarbeit, sich der Geschichte der Frauenverachtung zu bemächtigen und das Wissen davon zu ertragen.“

Dabei betont sie, dass Jack Holland als Mann diese „Schwerarbeit“ schaffte, ohne dem durch Jahrhunderte hindurch tradierten Mechanismus des „Verdrängens“ zu verfallen: „(Er) hat ganz einfach recherchiert und die Recherche niedergeschrieben. […] Ein Mann erzählt diese Geschichte in Parteilichkeit mit den Frauen. Und diese Parteilichkeit des Mannes und Vaters Jack Holland ermöglicht ein anderes Lesen. Kein Abwenden ist nötig. Der Autor fügt alle Hilfen ein, die geschilderten Tatsachen ertragen zu können, ohne in jene grenzenlose Verzweiflung gestürzt zu werden, aus der nur neuerliche Verdrängung hilft.“